# Dägerlen
Dägerlen – miejscowość i gmina (Politische Gemeinde) w północnej Szwajcarii, w kantonie Zurych, w okręgu (Bezirk) Winterthur. 
Gmina została utworzona w XIV wieku jako Tegerlo.

## Demografia
W Dägerlen mieszkają 1092 osoby. W 2021 roku 8,2% populacji gminy stanowiły osoby urodzone poza Szwajcarią.

W 2000 roku 96,1% populacji mówiło w języku niemieckim, 2,2% w języku albańskim, a 0,6% w języku włoskim.

## Transport
Przez teren gminy przebiegają drogi główne nr 506, nr 510 i nr 514.